# Wybory parlamentarne w Etiopii w 2015 roku
Wybory parlamentarne w Etiopii w 2015 roku – wybory do etiopskiej Izby Przedstawicieli Ludowych przeprowadzone 24 maja 2015. Zwycięstwo w wyborach odniósł rządzący Etiopski Ludowo-Rewolucyjny Front Demokratyczny (EPRDF) na czele z premierem Hajle Marjam Desalegnem.
Liczenie głosów trwało do 22 czerwca 2015 roku. Wybory wygrał Etiopski Ludowo-Rewolucyjny Front Demokratyczny, który zdobył 500 mandatów w parlamencie. W parlamentach stanowych EPRDF zgarnął prawie wszystkie mandaty (z 2 tys. mandatów 21 przypadło kandydatom opozycyjnym i niezależnym).
Zagraniczny obserwatorzy (głównie z Afryki) uznali wybory za wolne i uczciwe. Etiopska opozycja zarzuciła sfałszowanie wyborów.

## Wyniki

### Wybory do parlamentu
| Lista | Partia                                                | Zdobyte mandaty |
| ----- | ----------------------------------------------------- | --------------- |
| 1     | Etiopski Ludowo-Rewolucyjny Front Demokratyczny       | 500             |
| 2     | Somalijska Partia Ludowo-Demokratyczna                | 24              |
| 3     | Ludowo-Demokratyczny Front Jedności Benishangul Gumuz | 9               |
| 4     | Afarska Partia Narodowo-Demokratyczna                 | 8               |
| 5     | Ludowo-Demokratyczny Ruch Gambela                     | 3               |
| 6     | Narodowa Liga Hareri                                  | 1               |
| 7     | Demokratyczna Organizacja Narodowości Argoba          | 1               |
| suma  | suma                                                  | 546             |

### Wybory do parlamentów stanowych
| Region                                       | Partia                                                | Głosy      | % | Miejsc |
| -------------------------------------------- | ----------------------------------------------------- | ---------- | - | ------ |
| Afar                                         | Afarska Partia Narodowo-Demokratyczna                 | 817,107    |   | 93     |
| Afar                                         | Demokratyczna Organizacja Narodowości Argoba          | 8,253      |   | 3      |
| Amhara                                       | Ruch Narodowo-Demokratyczny Amhara                    | 7,314,564  |   | 294    |
| Bienszangul-Gumuz                            | Ludowo-Demokratyczny Front Jedności Benishangul Gumuz | 222,790    |   | 99     |
| Region Ludów Gambeli                         | Ludowo-Demokratyczny Ruch Gambela                     | 195,335    |   | 155    |
| Region Ludu Hareri                           | Liga Narodowa Hareri                                  | 84,097     |   | 18     |
| Region Ludu Hareri                           | Federalistyczny Demokratyczny Ruch Oromo              | 19,791     |   | 18     |
| Oromia                                       | Federalistyczny Demokratyczny Ruch Oromo              | 10,877,190 |   | 537    |
| Region Narodów, Narodowości i Ludów Południa | Ruch Demokratyczny Ludów Południowej Etiopii          | 5,836,849  |   | 345    |
| Region Narodów, Narodowości i Ludów Południa | nieobsadzone                                          | –          | – | 3      |
| Somali                                       | Somalijska Partia Ludowo-Demokratyczna                | 2,621,088  |   | 273    |
| Tigraj                                       | Front niepodległościowy Tigrajczyków                  | 2,374,574  |   | 152    |
| Źródło: National Electoral Board             |                                                       |            |   |        |